# Фидон (царь Аргоса)
Фидон (др.-греч. Φείδων) — царь и тиран Аргоса, правивший в VII веке до н. э.
Фидон считал себя десятым потомком легендарного Темена, законодателя и первого царя Аргоса.

## Политическая деятельность
Фидон предпринял значительные усилия по расширению власти Аргоса на Пелопоннесе. Он объединил в свою державу большую часть городов Арголиды, а также Эгину и ряд островных государств Греции. Спор со Спартой за область Фиреатида в 669 г. до н. э. привёл к войне. Победа в битве при Гисиях в том же году, в которой аргосцы впервые применили боевой строй пехоты — фалангу, дала возможность Фидону захватить восточное побережье Лаконики вплоть до мыса Малея. Фидон захватил также остров Кифера.
Попытавшись поднять свой авторитет в Элладе, Фидон решил поставить свой контроль над проведением Олимпийских игр. Он ввел свою армию в священный округ Олимпии, захватил храм Зевса и лично руководил спортивными состязаниями, ссылаясь на родство с Гераклом, который, по преданию, был учредителем Олимпийских игр.
Являясь правителем значительной части Пелопоннеса, Фидон ввел единую систему мер длины и веса («фидоновые меры»), опираясь на вавилонские и финикийские стандарты. Самой крупной единицей веса стал талант, который делился на 60 мин, мина делилась на 100 драхм, драхма — на шесть оболов. Эта система получила распространение во многих областях Эллады. Фидон также велел чеканить золотые и серебряные монеты.
В 657 г. Фидон вмешался во внутренние дела Коринфа, но был убит в результате заговора. После его смерти созданная им держава распалась.
О преемниках Фидона сведений не сохранилось.